# فهرست وابسته‌های دیپلماتیک کوبا

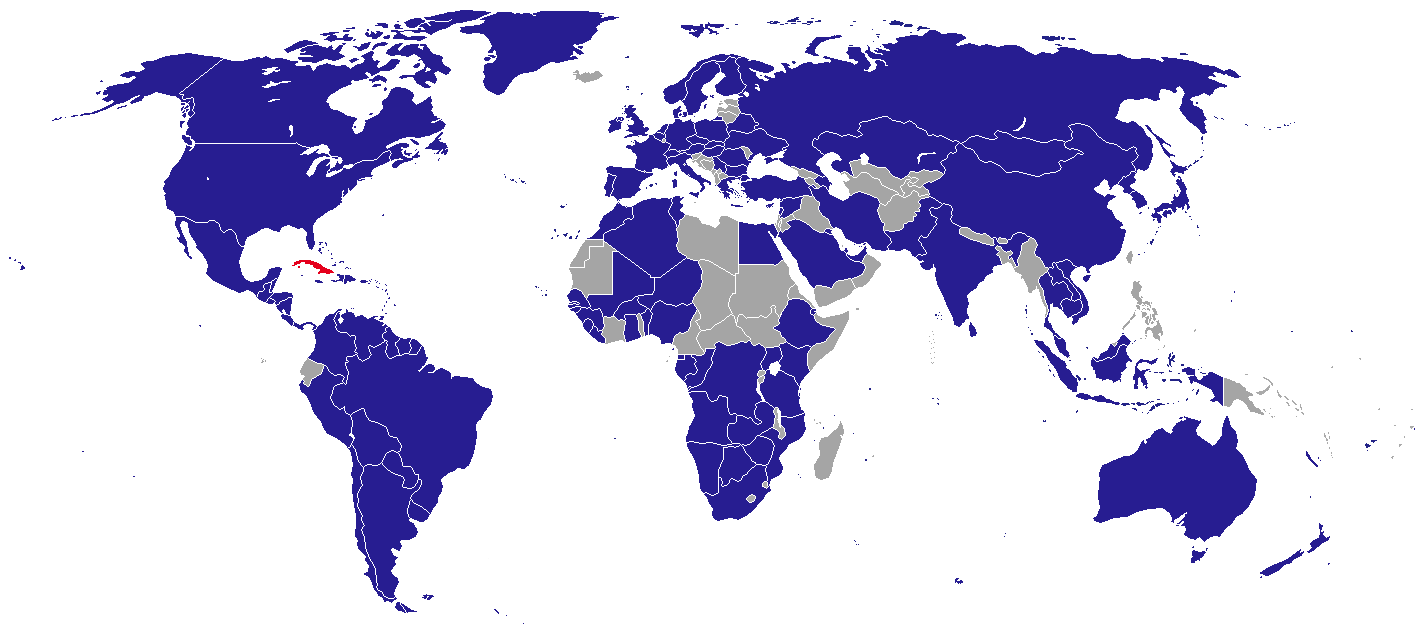
نقشهٔ ماموریت‌های دیپلماتیک کوبا

فهرست سفارت‌های کوبا، فهرستی از مراکز سفارتخانه و کنسولگری کشور کوبا در سراسر جهان است. کوبا یک کشور دارای نظام تک حزبی مارکسیسم-لنینیسم است که حضور دیپلماتیک گسترده‌ای در جهان دارد.

## اروپا

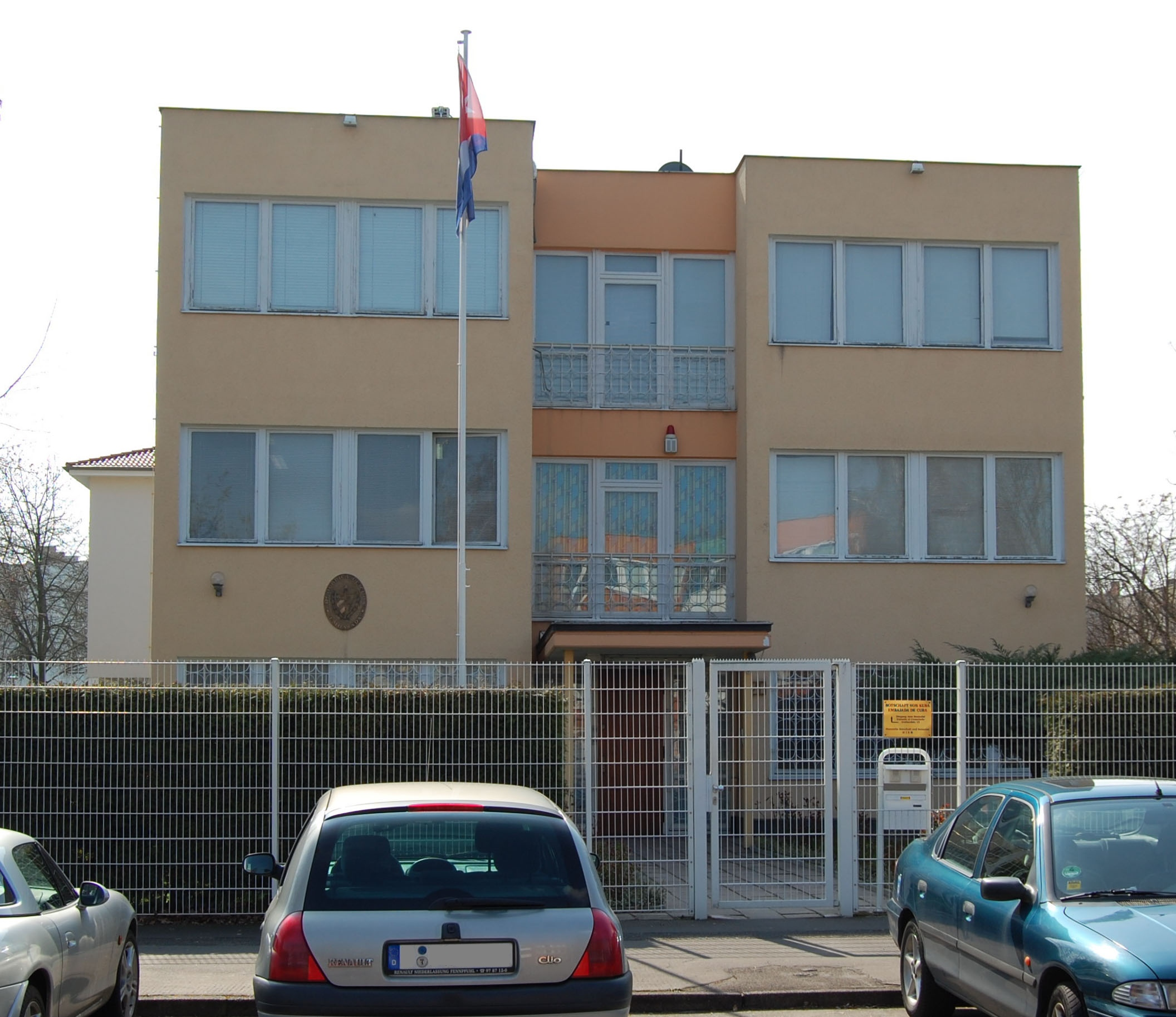
سفارت کوبا در برلین

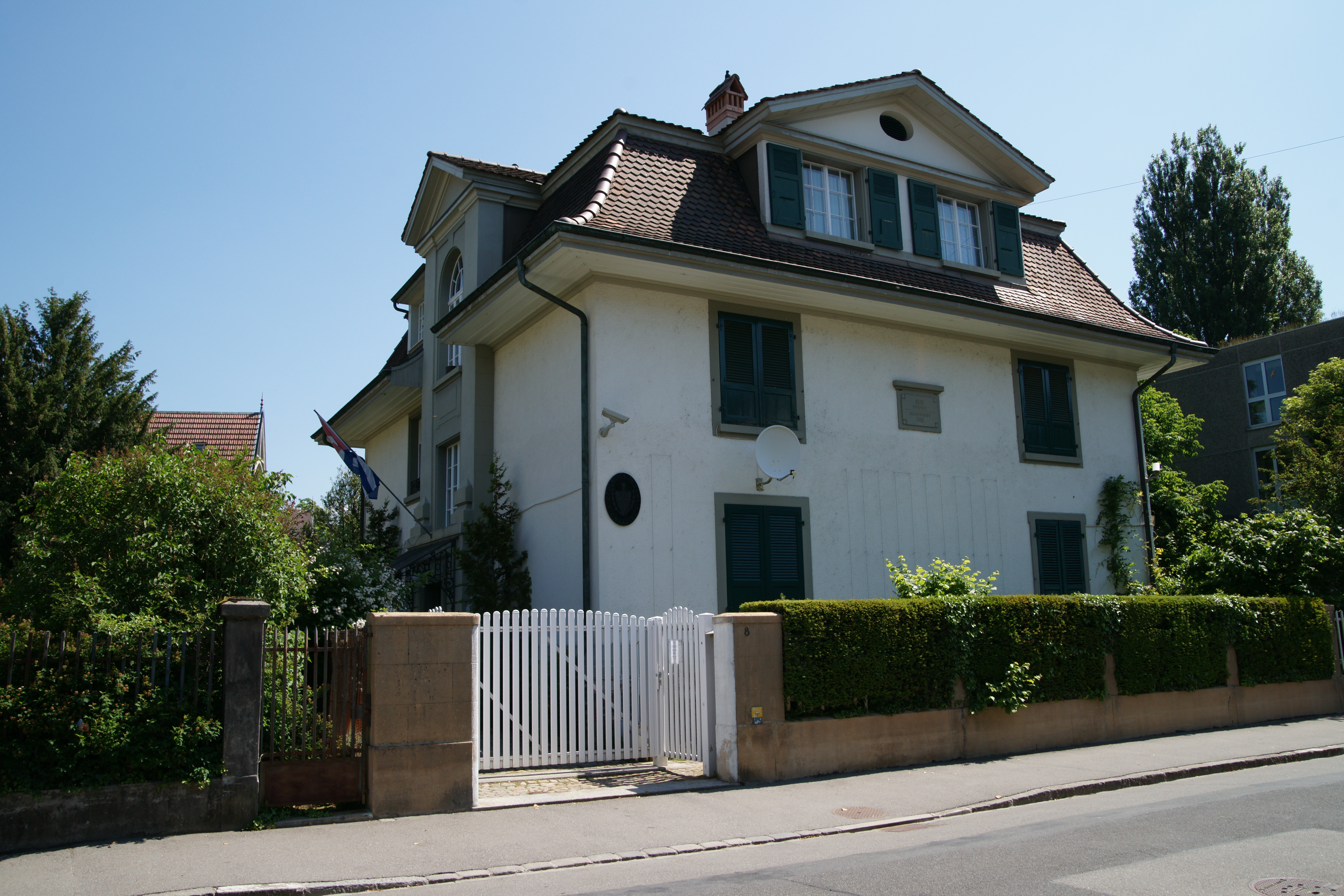
سفارت کوبا در برن

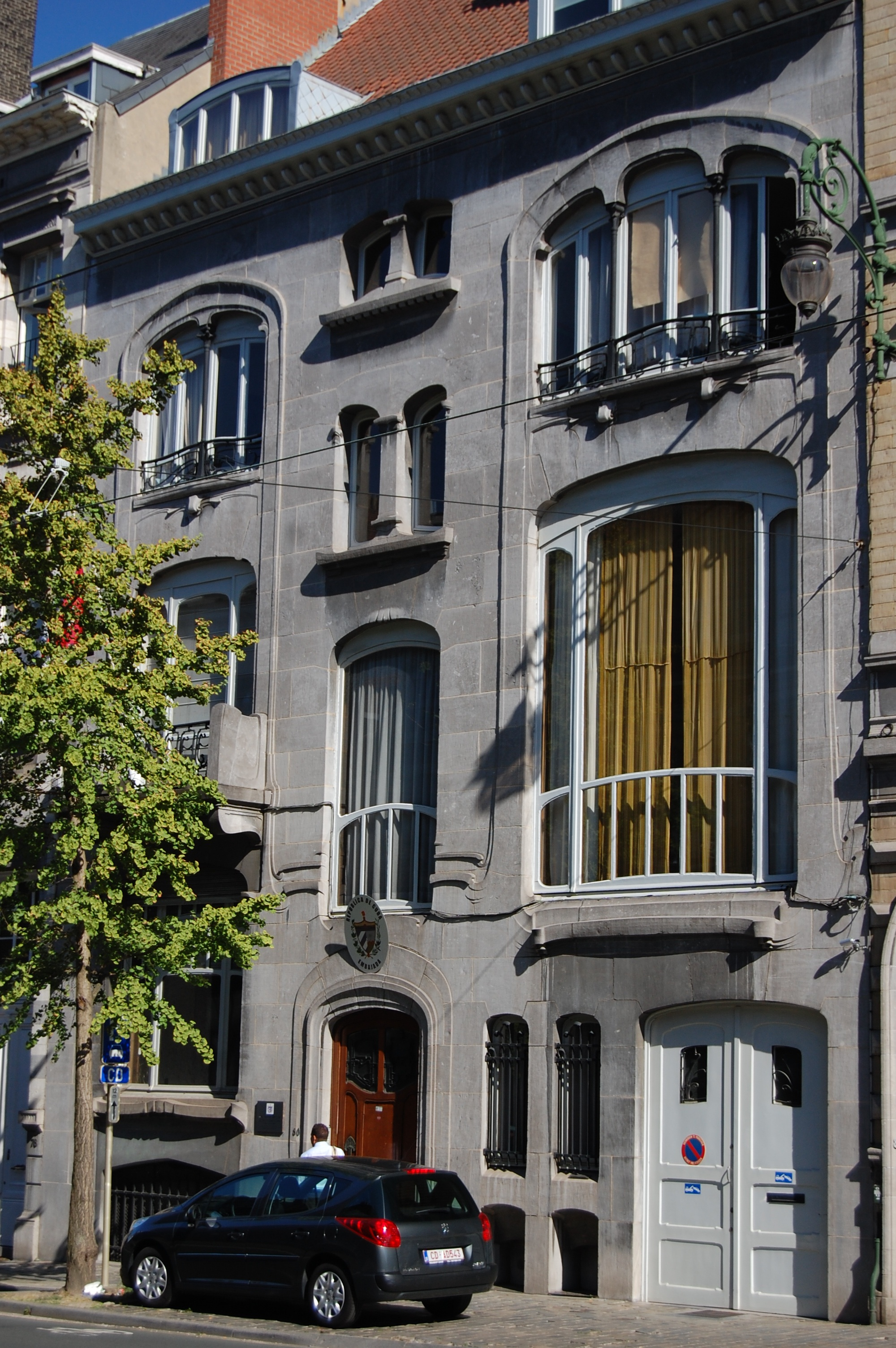
سفارت کوبا در بروکسل

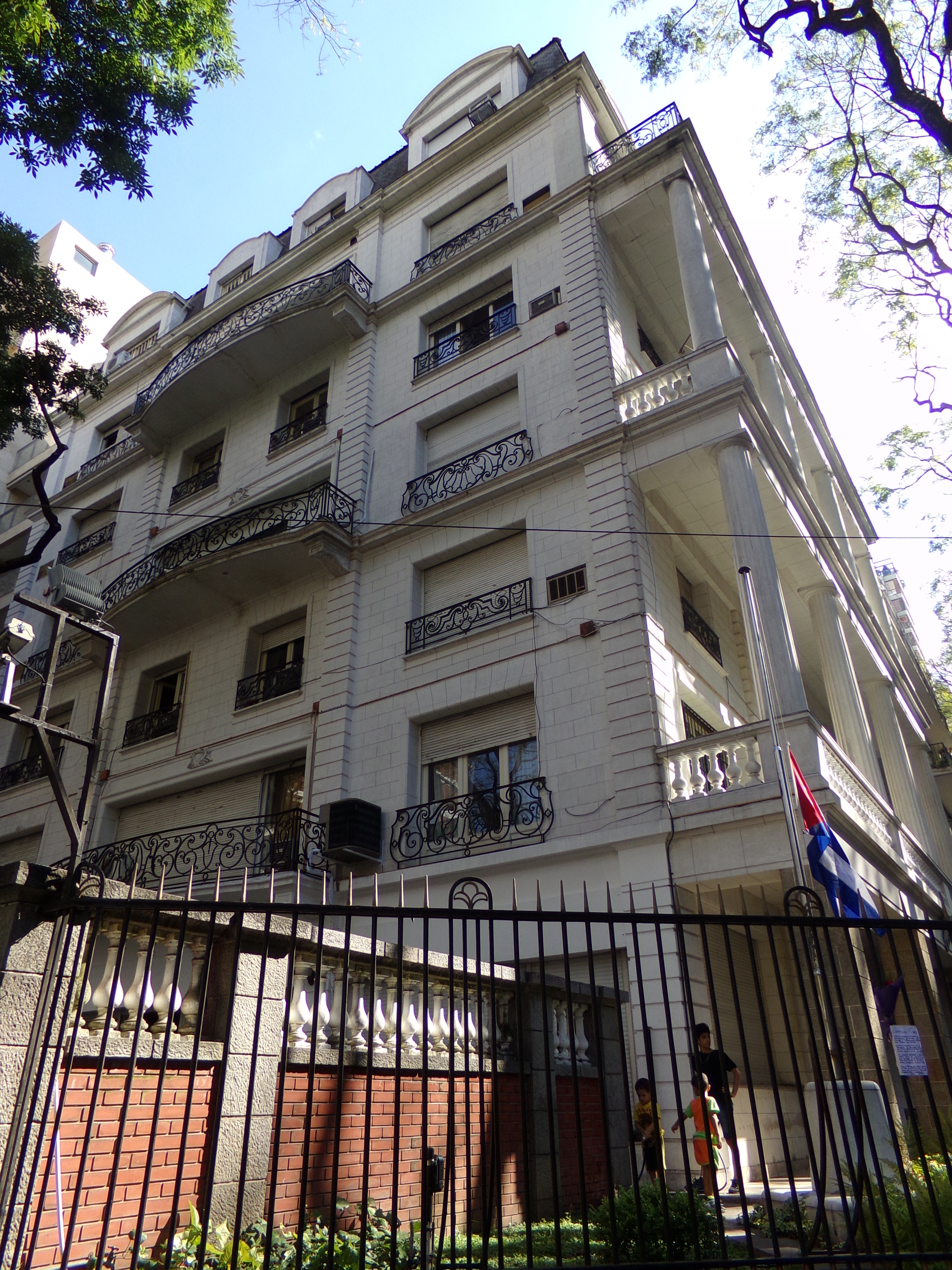
سفارت کوبا در بوئنوس آیرس

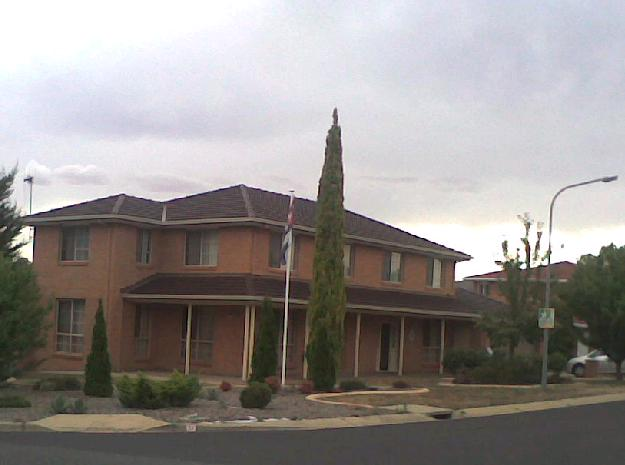
سفارت کوبا در کانبرا

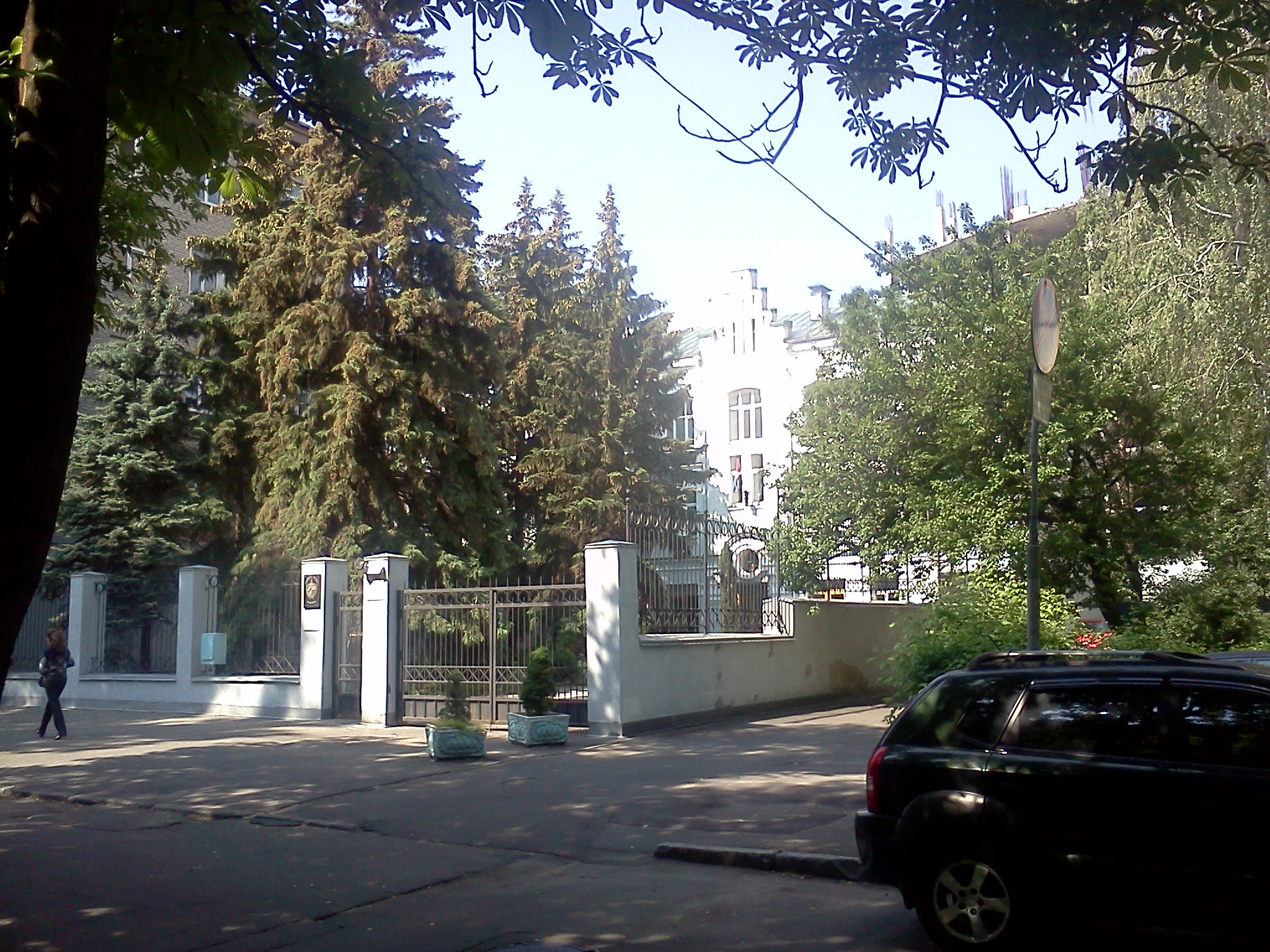
سفارت کوبا در کی یف

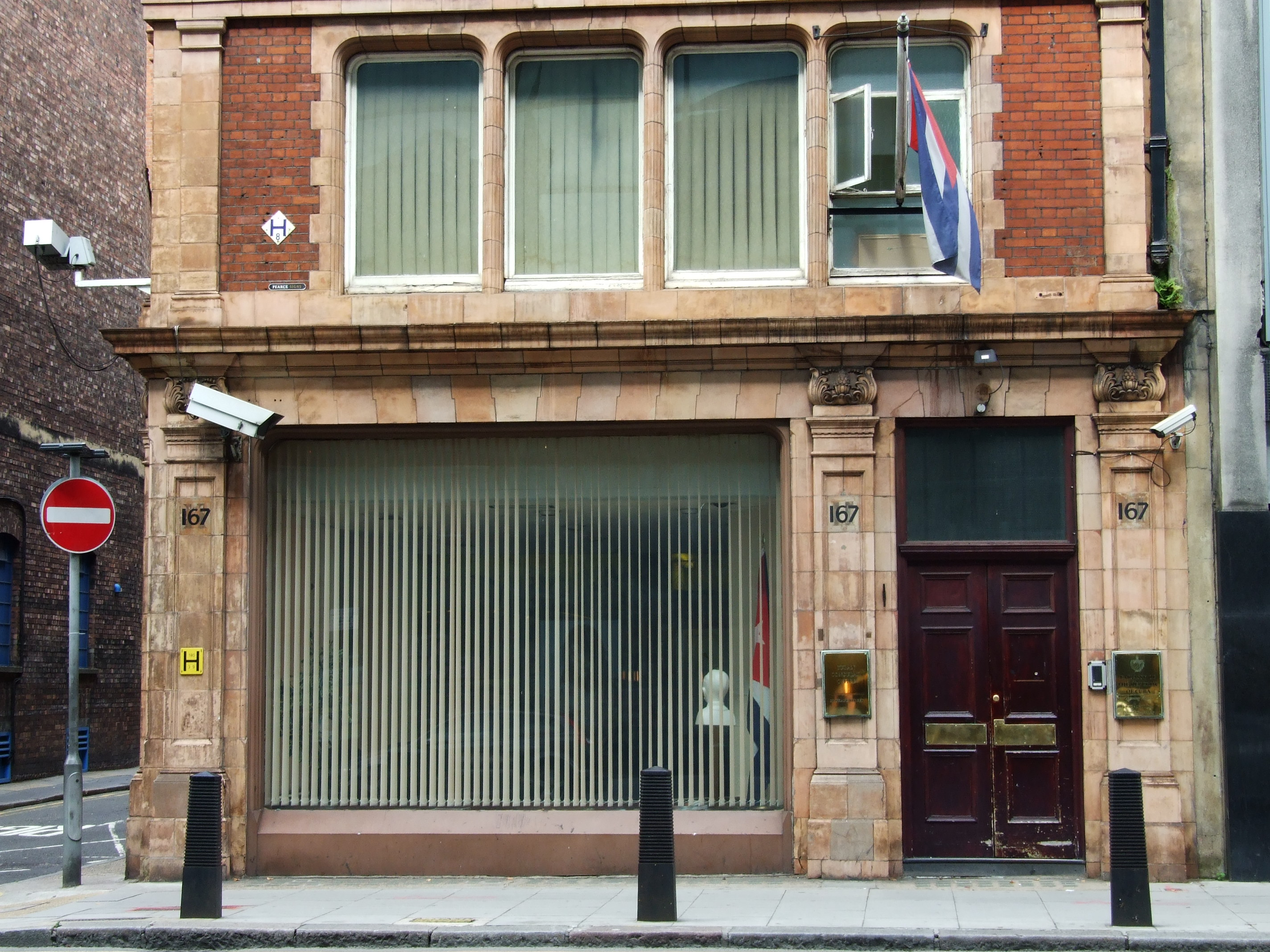
سفارت کوبا در لندن

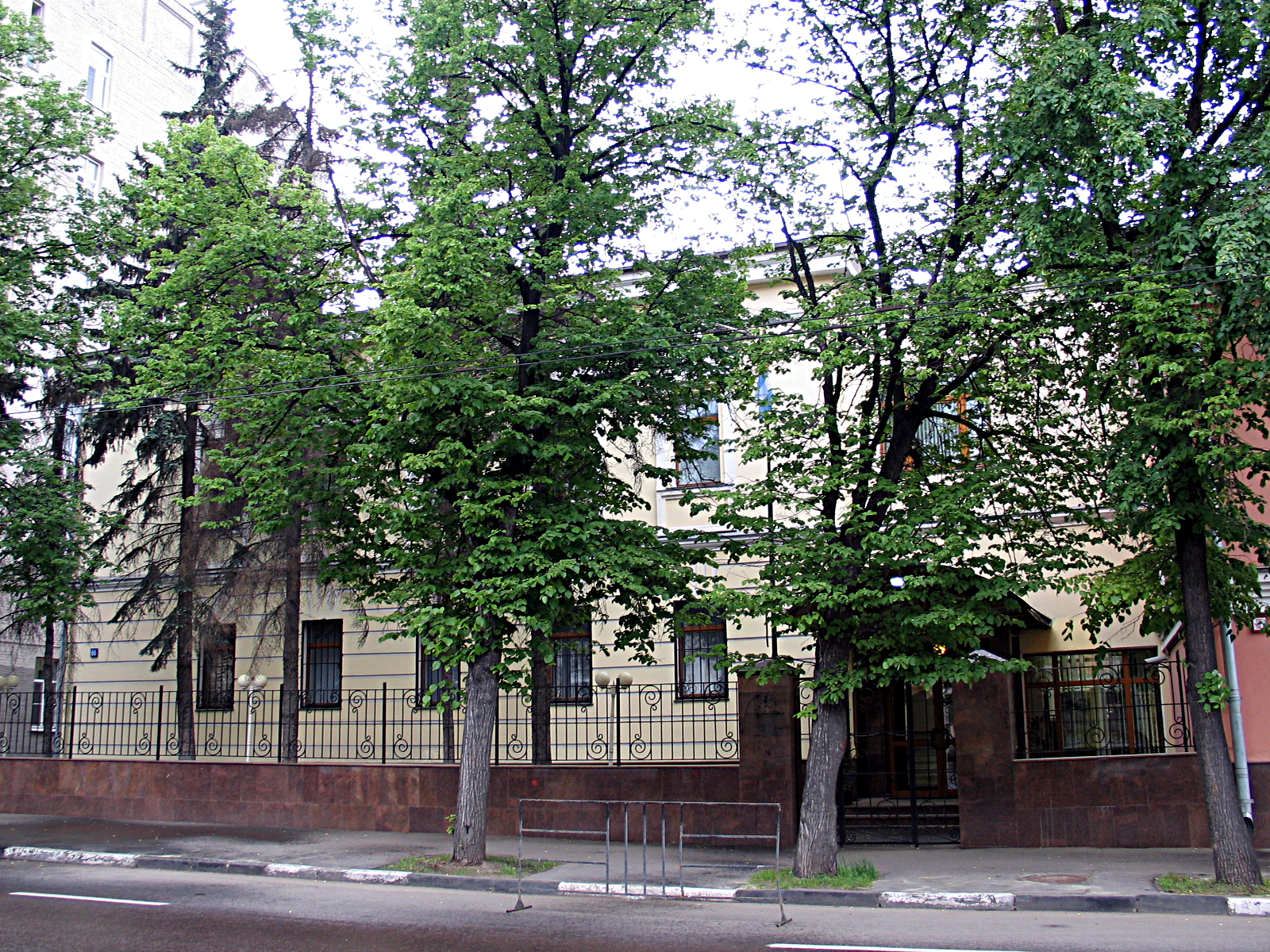
سفارت کوبا در مسکو

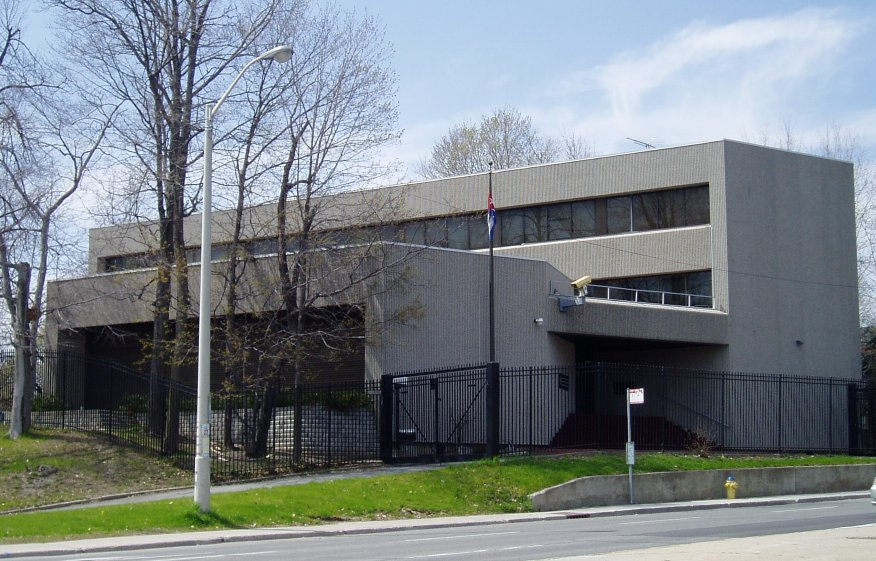
سفارت کوبا در اتاوا

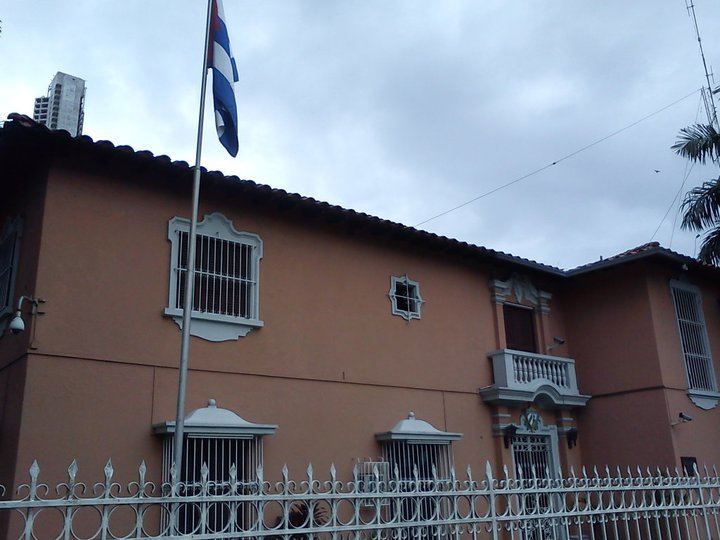
سفارت کوبا در پاناما سیتی

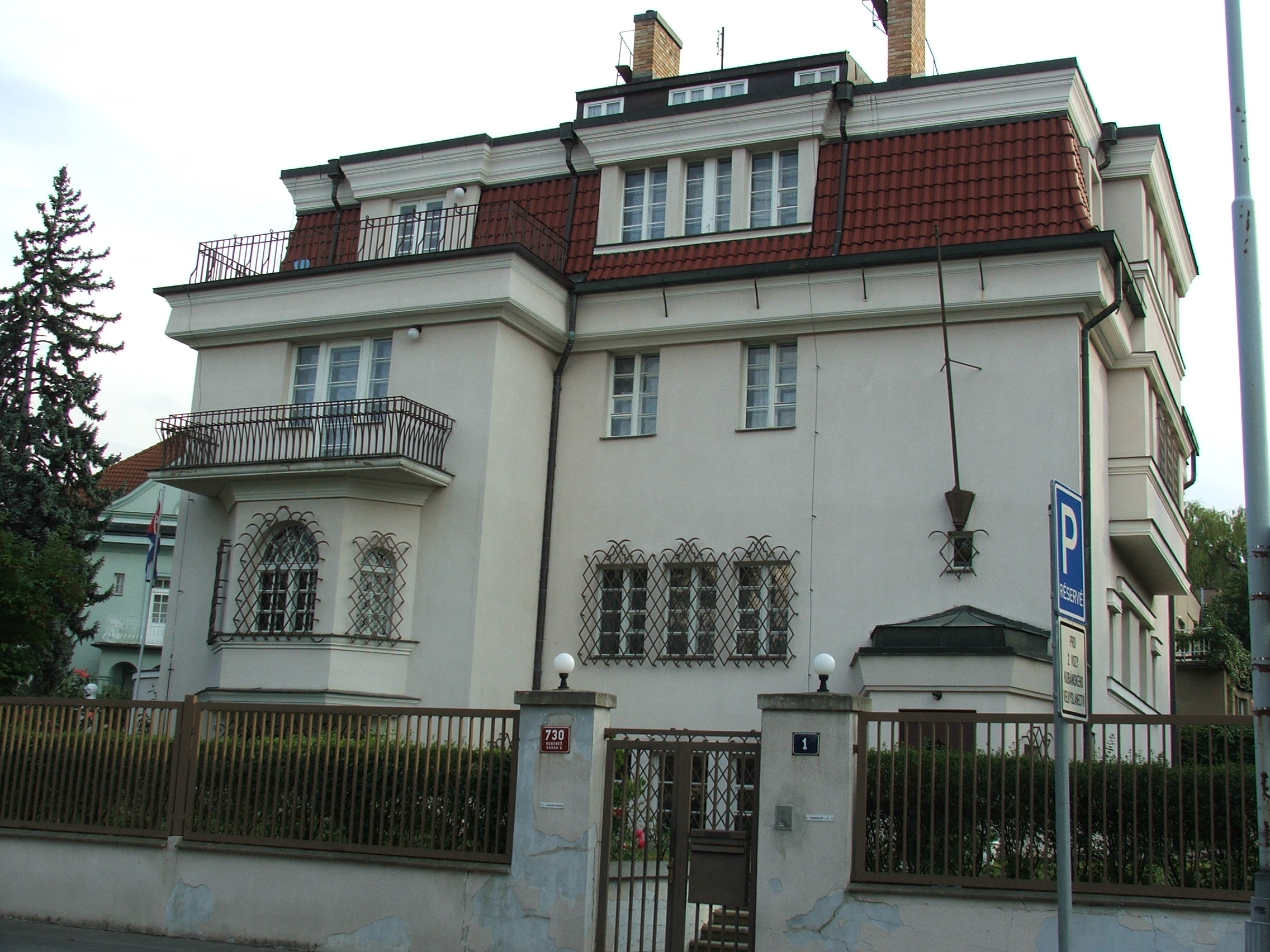
سفارت کوبا در پراگ

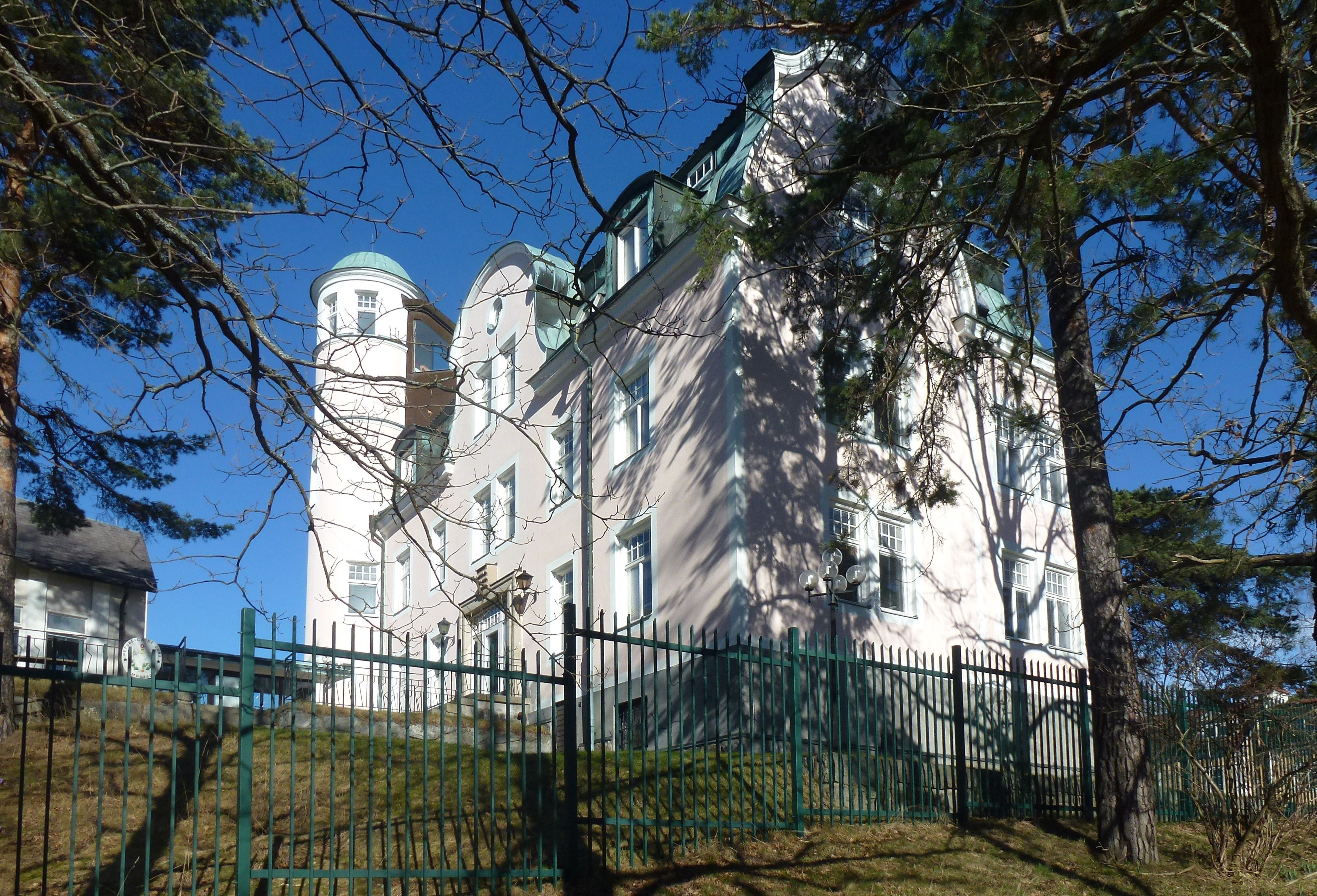
سفارت کوبا در استکهلم

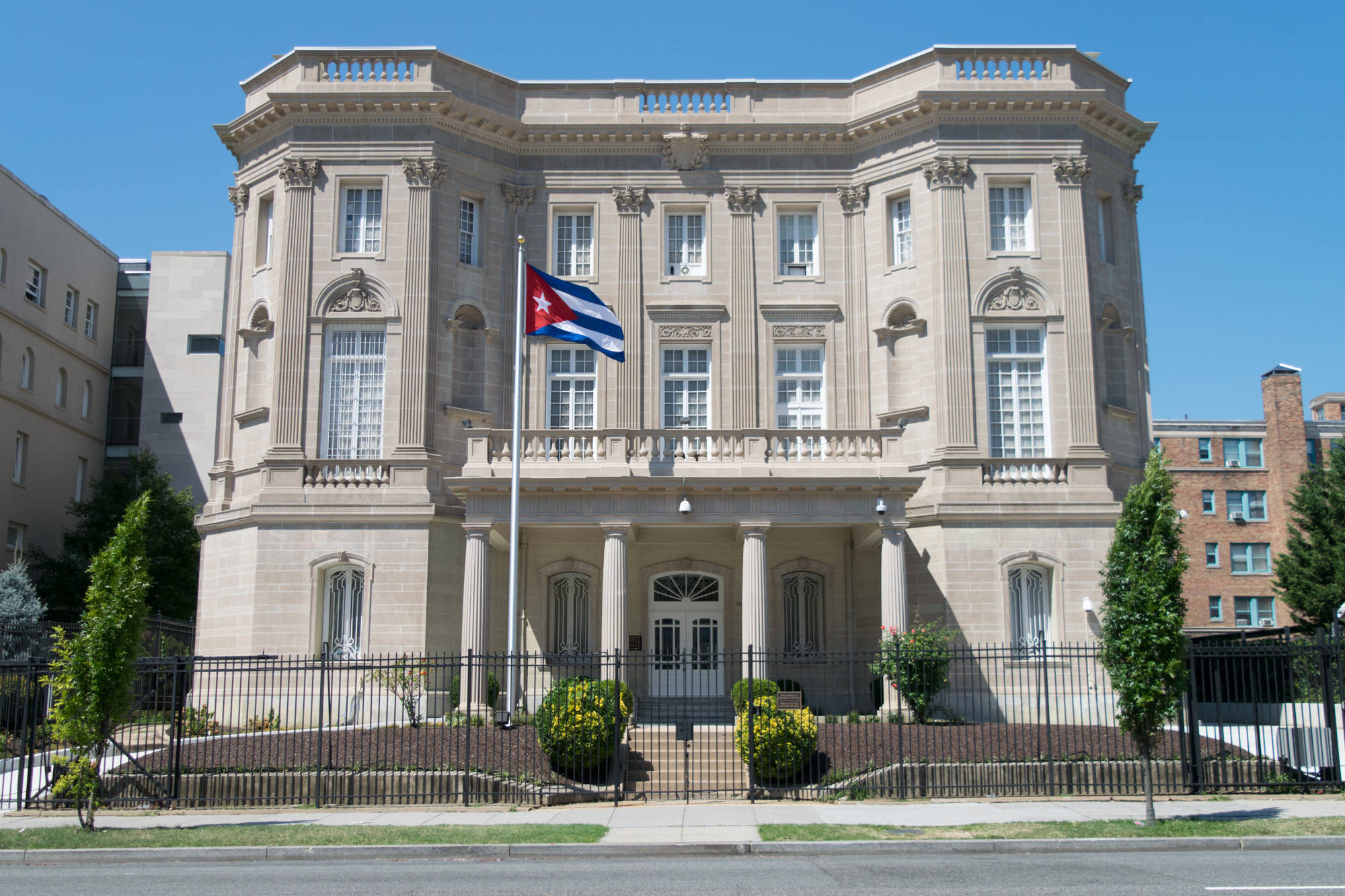
سفارت کوبا در واشنگتن دی سی

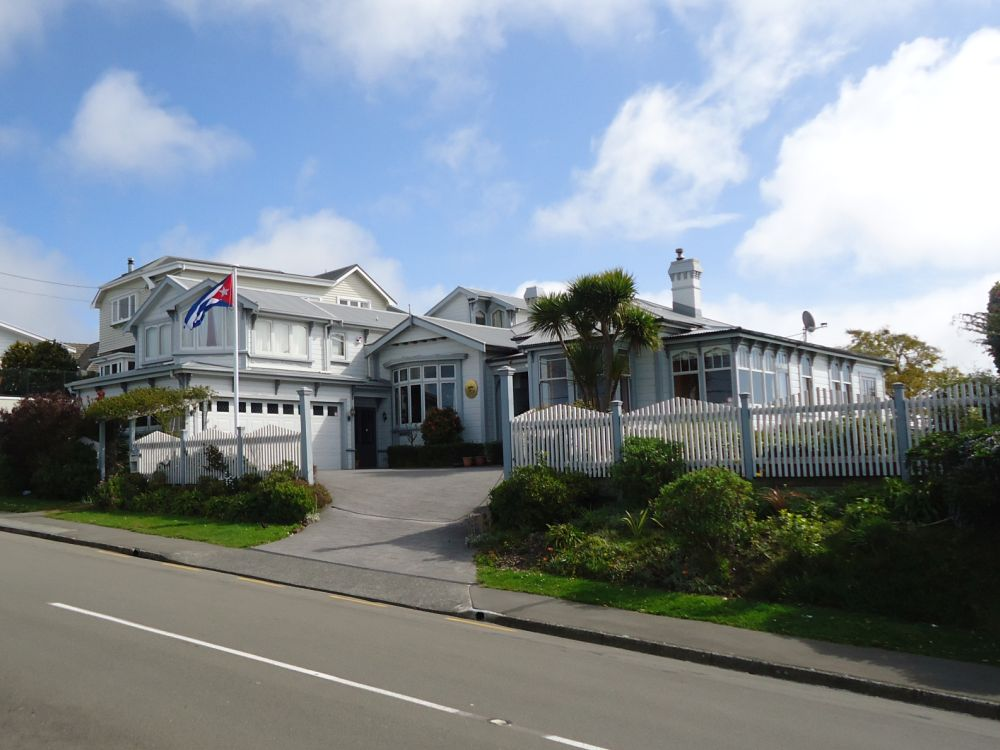
سفارت کوبا در ولینگتون

- الجزایر
  - الجزیره (سفارت)
- آنگولا
  - لواندا (سفارت)
- بنین
  - کوتونو (سفارت)
- بوتسوانا
  - گابورون (سفارت)
- بورکینافاسو
  - آواگادوگو (سفارت)
- کیپ ورد
  - پرایا (سفارت)
- جمهوری کنگو
  - برازاویل (سفارت)
- جمهوری دموکراتیک کنگو
  - کینشاسا (سفارت)
- جیبوتی
  - جیبوتی (سفارت)
- مصر
  - قاهره (سفارت)
- گینه استوایی
  - مالابو (سفارت)
- اتیوپی
  - آدیس آبابا (سفارت)
- گامبیا
  - بانجول (سفارت)
- غنا
  - آکرا (سفارت)
- گینه
  - کوناکری (سفارت)
- گینه بیسائو
  - بیسائو (سفارت)
- کنیا
  - نایروبی (سفارت)
- لیبریا
  - مونروویا (سفارت)
- مالی
  - باماکو (سفارت)
- موزامبیک
  - ماپوتو (سفارت)
- نامیبیا
  - ویندهوک (سفارت)
- نیجر
  - نیامی (سفارت)
- نیجریه
  - ابوجا (سفارت)
- سنگال
  - داکار (سفارت)
- سیشل
  - ویکتوریا (سفارت)
- آفریقای جنوبی
  - پرتوریا (سفارت)
- تانزانیا
  - دارالسلام (سفارت)
- تونس
  - تونس (سفارت)
- اوگاندا
  - کامپالا (سفارت)
- زامبیا
  - لوساکا (سفارت)
- زیمبابوه
  - هراره (سفارت)

## آمریکا
- آنتیگوآ و باربودا
  - سینت جانز (سفارت)
- آرژانتین
  - بوئنوس آیرس (سفارت)
- باهاما
  - ناسائو (سفارت)
- باربادوس
  - بریج تاون (سفارت)
- بلیز
  - بلیزسیتی (سفارت)
- بولیوی
  - لاپاز (سفارت)
  - سانتا کروس د لا سیرا (سرکنسولگری)
- برزیل
  - برازیلیا (سفارت)
  - سائوپائولو (سرکنسولگری)
- کانادا
  - اتاوا (سفارت)
  - مونترآل (سرکنسولگری)
  - تورنتو (سرکنسولگری)
- شیلی
  - سانتیاگو (سفارت)
- کلمبیا
  - بوگوتا (سفارت)
- کاستاریکا
  - سان خوزه (سفارت)
- دومینیکا
  - روسو (سفارت)
- جمهوری دومینیکن
  - سانتو دومینگو (سفارت)
- اکوادور
  - کیتو (سفارت)
- السالوادور
  - سان سالوادور (سفارت)
- گرنادا
  - سینت جورجس (سفارت)
- گواتمالا
  - گواتمالا سیتی (سفارت)
- گویان
  - جرج تاون (سفارت)
- هائیتی
  - پورتو پرنس (سفارت)
- هندوراس
  - تگوسیگالپا (سفارت)
- جامائیکا
  - کینگستون (سفارت)
- مکزیک
  - مکزیکوسیتی (سفارت)
  - مریدا، یوکاتان (سرکنسولگری)
  - مونتری (سرکنسولگری)
  - وراکروس (سرکنسولگری)
  - کانکون (اداره کنسولگری)
- نیکاراگوئه
  - ماناگوئه (سفارت)
- پاناما
  - پاناماسیتی (سفارت)
- پاراگوئه
  - آسونسیون (سفارت)
- پرو
  - لیما (سفارت)
- سنت کیتس و نویس
  - باستر (سفارت)
- سنت لوسیا
  - کاستریس (سفارت)
- سنت وینسنت و گرنادین‌ها
  - کینگزتاون (سفارت)
- سورینام
  - پاراماریبو (سفارت)
- ترینیداد و توباگو
  - پرت آو اسپاین (سفارت)
- ایالات متحده آمریکا
  - واشنگتن دی سی (سفارت)
- اروگوئه
  - مونته ویدئو (سفارت)
- ونزوئلا
  - کاراکاس (سفارت)
  - والنسیا (سرکنسولگری)

## آسیا

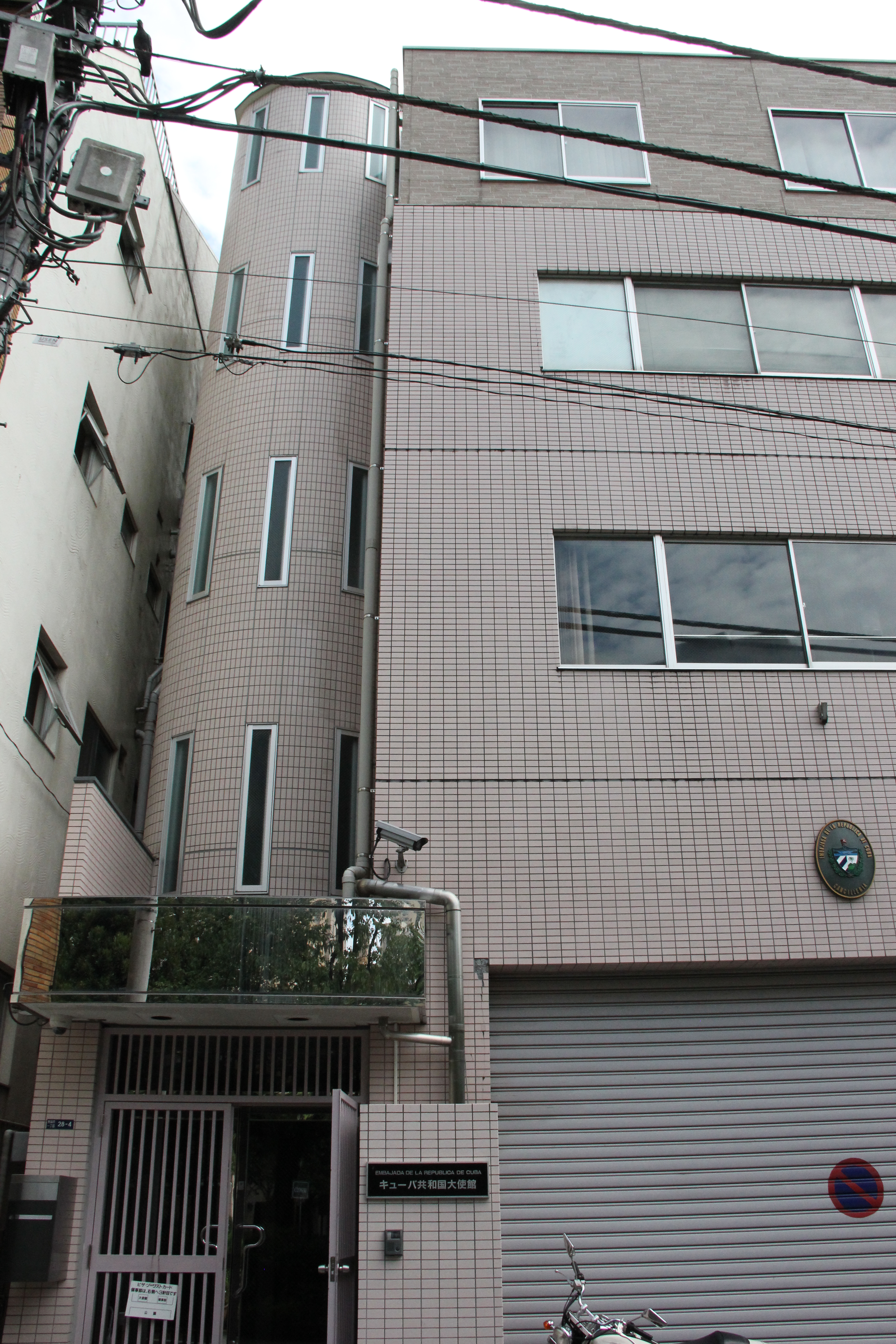
سفارت کوبا در توکیو

- جمهوری آذربایجان
  - باکو (سفارت)
- کامبوج
  - پنوم پن (سفارت)
- چین
  - پکن (سفارت)
  - گوانگژو (سرکنسولگری)
  - شانگهای (سرکنسولگری)
- هند
  - دهلی نو (سفارت)
- اندونزی
  - جاکارتا (سفارت)
- ایران
  - تهران (سفارت)
- ژاپن
  - توکیو (سفارت)
- قزاقستان
  - آستانه (سفارت)
- کره شمالی
  - پیونگ یانگ (سفارت)
- کویت
  - کویت (سفارت)
- لائوس
  - وین تیان (سفارت)
- لبنان
  - بیروت (سفارت)
- مالزی
  - کوالالامپور (سفارت)
- مغولستان
  - اولان باتور (سفارت)
- پاکستان
  - اسلام‌آباد (سفارت)
- قطر
  - دوحه (سفارت)
- عربستان سعودی
  - ریاض (سفارت)
- سنگاپور
  - سنگاپور (سفارت)
- سری‌لانکا
  - کلمبو (سفارت)
- سوریه
  - دمشق (سفارت)
- تایلند
  - بانکوک (سفارت)
- تیمور شرقی
  - دیلی (سفارت)
- ترکیه
  - آنکارا (سفارت)
- ویتنام
  - هانوی (سفارت)
  - هوشی مین سیتی (سرکنسولگری)
- یمن
  - صنعا (سفارت)

## اروپا
- اتریش
  - وین (سفارت)
- بلاروس
  - مینسک (سفارت)
- بلژیک
  - بروکسل (سفارت)
- بلغارستان
  - صوفیه (سفارت)
- قبرس
  - نیکوزیا (سفارت)
- جمهوری چک
  - پراگ (سفارت)
- دانمارک
  - کپنهاگ (سفارت)
- فنلاند
  - هلسینکی (سفارت)
- فرانسه
  - پاریس (سفارت)
- آلمان
  - برلین (سفارت)
  - بن (اداره)
- یونان
  - آتن (سفارت)
- سریر مقدس
  - واتیکان (سفارت)
- مجارستان
  - بوداپست (سفارت)
- جمهوری ایرلند
  - دوبلین (سفارت)
- ایتالیا
  - رم (سفارت)
  - میلان (سرکنسولگری)
- هلند
  - لاهه (سفارت)
  - رتردام (سرکنسولگری)
- نروژ
  - اسلو (سفارت)
- لهستان
  - ورشو (سفارت)
- پرتغال
  - لیسبون (سفارت)
- رومانی
  - بوخارست (سفارت)
- روسیه
  - مسکو (سفارت)
  - سن پطرزبورگ (سرکنسولگری)
- صربستان
  - بلگراد (سفارت)
- اسلواکی
  - براتیسلاوا (سفارت)
- اسپانیا
  - مادرید (سفارت)
  - بارسلونا (سرکنسولگری)
  - لاس پالماس (سرکنسولگری)
  - سانتیاگو د کمپوستلا (سرکنسولگری)
  - سویا (سرکنسولگری)
- سوئد
  - استکهلم (سفارت)
- سوئیس
  - برن (سفارت)
- اوکراین
  - کی یف (سفارت)
- بریتانیا
  - لندن (سفارت)

## اقیانوسیه
- استرالیا
  - کانبرا (سفارت)
  - سیدنی (سرکنسولگری)
- کیریباتی
  - تاراوای جنوبی (سفارت)
- نیوزیلند
  - ولینگتون (سفارت)

## سازمان‌های چندجانبه
- آدیس آبابا (ناظر دائم به اتحادیه آفریقا)
- بروکسل (مأموریت به اتحادیه اروپا)
- ژنو (مأموریت دائمی به سازمان ملل متحد و دیگر سازمان‌های بین‌المللی)
- مونته ویدئو (مأموریت دائمی به ALADI)
- نایروبی (ماوریت دائمی در سازمان ملل متحد و دیگر سازمان‌های بین‌المللی)
- نیویورک (مأموریت دائمی در سازمان ملل متحد)
- پاریس (مأموریت دائمی به یونسکو)
- وین (مأموریت دائمی در سازمان ملل متحد)